# Arsinée Khanjian
Arsinée Khanjian (* 6. září 1958 Bejrút) je arménsko-kanadská herečka. Jejím manželem je další Kanaďan arménského původu, režisér Atom Egoyan, v jehož mnoha filmech hrála. Jejím filmovým debutem byl snímek Next of Kin (1984) v režii právě Atoma Egoyana. Rovněž hrála v několika televizních seriálech, stejně jako v divadle. Studovala na Univerzitě Concordia v Montréalu a Torontské univerzitě.

## Filmografie (výběr)
- Next of Kin (1984)
- Family Viewing (1988)
- Vedlejší role (1989)
- Odhadce (1991)
- Kalendář (1993)
- Exotica (1994)
- Irma Vep (1996)
- Sladké zítřky (1997)
- Sentimental Education (1998)
- Fin août, début septembre (1998)
- 2000 očima…: Poslední noc (1998)
- Feliciina cesta (1999)
- Kód neznámý (2000)
- À ma soeur! (2001)
- Ararat (2002)
- Sabah (2005)
- Pravda nebo lež (2005)
- Skřivánčí dvůr (2007)
- Obdiv (2008)
- Poupoupidou (2011)
- Eden (2014)
- We Are Gold (2019)